# O. Vallmo & Co
O. Vallmo & Co var ett bayerskt bryggeri i Lindesberg som startades av Norabon handlanden A. Eneström på 1850-talet. O. Wallmo, F.M. Viktorin, J. Andersson och Christian Rogner var några av bryggeriets ägare.